# Eurhadina japonica
Eurhadina japonica är en insektsart som beskrevs av Irena Dworakowska 1971. Eurhadina japonica ingår i släktet Eurhadina och familjen dvärgstritar. Inga underarter finns listade i Catalogue of Life.